# Neptis fuscescens
Neptis fuscescens är en fjärilsart som beskrevs av Rothschild 1915. Neptis fuscescens ingår i släktet Neptis och familjen praktfjärilar. Inga underarter finns listade i Catalogue of Life.